# مستخدم رئيسي
المستخدم الرئيسي هو مصطلح تم تطويره من قبل إريك فون هيبل (بالإنجليزية: Eric von Hippel)‏ في عام 1986.

## التحديات
- يواجه المستخدمين الرئيسيين احتياجات ستكون عامة في السوق التجاري - ولكنهم يواجهونا قبل أشهر أو اعوام قبل ان يواجه المعظم من السوق التجاري.
- يمكن للمستخدمين الرئيسيين الاستفادة بشكل كبير من خلال الحصول على حل لاحتياجاتهم.[2]

## نبذة
المستخدمون الرئيسيون هم مستخدمون لمنتج أو خدمة تواجه حاليًا احتياجات لا تزال غير معروفة عامة ويستفيدون أيضًا بشكل كبير إذا حصلوا على حل لهذه الاحتياجات. نظرًا لأن المستخدمين الرئيسيين اللذين يبتكرون فإنهم يعتبرون مثلاً أو نوعًا لاحد الظاهرة المستهلك الإبداعية بحيث أي من هؤلاء «العملاء الذين يقومون بتكييف أو تعديل أو تحويل عرض خاص» (Berthon et al. 2007).

## مقدمة طريقة المستخدم الرئيسي
طريقة المستخدم الرئيسي هي أداة أبحاث السوق التي قد تستخدمها الشركات و / أو الأفراد الذين يسعون إلى تطوير منتجات مذهلة حيث تم تطوير منهجية المستخدم الرئيسي في الأصل من قبل الدكتور إريك فون هيبل من معهد ماساتشوستس للتكنولوجيا (MIT) وقد وصف لأول مرة في يوليو 1986 من مجلة (إدارة العلوم) Science Management. وعلى النقيض من تقنيات أبحاث السوق التقليدية التي تجمع معلومات من المستخدمين في وسط السوق المستهدفة وأسلوب المستخدم فأن العميل المتوقع يأخذ نهجا مختلفا من حيث جمع المعلومات حول كل من الاحتياجات والحلول من الحواف الرائدة للاسواق المستهدفة ومن الأسواق التماثلية والأسواق التي تواجه مشاكل مماثلة في شكل أكثر تطرفا.
تنطوي المنهجية على أربع خطوات رئيسية هي:
- بدء عملية المستخدم الرئيسي
- تحديد الاحتياجات والاتجاهات
- تحديد المستخدمين الرئيسيين والمقابلات
- تصميم المفاهيم (ورشة عمل).

تعتمد المنهجية على فكرة أن المنتجات الخارقة يمكن تطويرها من خلال تحديد الاتجاهات الرائدة في السوق المرتبطة بالمنتج الذي سيتم تطويره (الأسواق). وبمجرد تحديد الاتجاه أو المشكلة الأوسع التي سيتم حلها فان المطورون يبحثون عن «المستخدمين الرئيسيين» - والأشخاص أو المنظمات التي تحاول لحل نسخة متطرفة أو صعبة بشكل خاص من المشكلة المذكورة. وعلى سبيل المثال الشركة قد تسعى إلى خلق اختراق في تصميم مصباح يدوي قد يبحث عن رجال الشرطة ومفتشي المنزل أو غيرهم ممن يحتاجون إلى مشرقة وأضواء فعالة كجزء من أعمالهم اليومية وبمجرد تحديد هؤلاء «المستخدمين الرئيسيين» يتم استخدام الشبكات ويتم إجراء مقابلات مع المستخدمين الرئيسيين وذلك للحصول على رؤيتهم في كيفية حل المشكلة لأنفسهم وكما يتم الاستعلام عن المستخدمين الرئيسيين لتحديد ما إذا كان لديهم معرفة الأفراد أو المنظمات الذين يعتبرون«خارج السوق» ولديهم احتياجات إضاءة محمولة أكثر تطرفًا من رجال الشرطة أو مفتشي المنازل؛ في مثالنا قد يكون هؤلاء المستخدمون مصورين فوتوغرافيين أو غواصون أو مصممي إضاءة الافلام (راجع قسم «أمثلة على أسلوب المستخدم المتوقع» في هذه المقالة لمزيد من الأمثلة حول تعريف المستخدم المتوقع.)ومن خلال التعلم كل من المستخدمين الرئيسيين والمستخدمين من خارج السوق، قد تحدد الشركات أساليب أو نهجًا جديداً نحو إنشاء منتجات مبتكرة تمثل اختراقات حقيقية من خلال الأفكار التي ربما لم تظهر من خلال فحص المستخدمين الحاليين باستخدام تقنيات أبحاث السوق التقليدية.